# Голубой мост
Голубо́й мост — железнодорожный мост на 34-35 километрах линии Брянск—Гомель через Десну, близ райцентра Выгоничи (Брянская область).
Был сооружён одновременно со строительством Полесской (Гомель-Брянской) железной дороги, открытой в 1887 году. Однопутный мост через широкую пойму Десны со множеством стариц и озёр является стратегическим объектом и до настоящего времени охраняется военизированной охраной. Проход по мосту запрещён. Основная часть моста состоит из трёх одинаковых пролётов; далее железнодорожные пути проходят по дамбе.
Название получил вследствие того, что его стальные конструкции, наблюдаемые с большого расстояния, приобретают голубой оттенок от неба и реки.

## Взрыв Голубого моста
В конце февраля, с началом Севской наступательной операции, немецкое командование усилило переброску в этот район резервов и боевой техники. Особенно активно использовалась железнодорожная магистраль Гомель—Брянск. Поэтому выгоничский Голубой мост, расположенный вблизи обширного лесного массива и потому подвергавшийся опасности нападения партизан, гитлеровцы охраняли особенно тщательно. В железобетонных дотах на подступах к мосту круглосуточно дежурили пулемётчики.
2 марта 1943 года в штаб партизанской бригады имени Щорса пришла радиограмма за подписью начальника штаба партизанского движения на Брянском фронте старшего майора госбезопасности Матвеева: «Приказываю бригаде имени Щорса — 500 человек совместно с отрядом Ворошилова — первый — 350 человек под командованием Ромашина взорвать железнодорожный мост через Десну в районе Выгоничей…». До 6 марта шла подготовка подрывников, обследование подступов к мосту; в окрестности моста доставлялось большое количество взрывчатки. В течение суток 7 марта партизанские группы по лесным дорогам достигли мест сосредоточения.
В ночь на 8 марта 1943 года ударные группы партизан напали на охрану моста, а отряды отвлекающего действия — на расположенный рядом гарнизон. В результате партизанам удалось выйти непосредственно к мосту и подорвать один из его пролётов. Эта операция стала одной из наиболее значимых в ходе «рельсовой войны»: регулярное движение поездов было прервано на 28 суток, что существенно затруднило снабжение немецкой армии на брянском направлении. 14 марта 1943 года об этой операции сообщило Совинформбюро, а командир партизанской бригады М. П. Ромашин получил благодарность командования Брянского фронта. О неизбежных потерях, связанных с этой операцией, сведений нет.
В ноябре 2010 года близ Голубого моста на средства брянских железнодорожников был установлен памятник в честь подвига партизан. В торжественном открытии памятника принял участие губернатор Николай Денин.
В Музее партизанской славы на Партизанской поляне, открытом в 1977 году, до настоящего времени действует диорама «Взрыв Голубого моста».